# Arno-Schmidt-Preis
Der Arno-Schmidt-Preis wurde von der Arno Schmidt Stiftung von 1982 bis 1988

„an Künstler und Wissenschaftler, die auf Arbeitsgebieten Arno Schmidts Besonderes geleistet haben […] alle 2–3 Jahre verliehen.“

Der Preis war jeweils mit 50.000 DM (etwa 25.000 Euro) dotiert und wurde viermal vergeben:
- 1982: Hans Wollschläger
- 1984: Wolfgang Koeppen
- 1986: Peter Rühmkorf
- 1988: Karlheinz Deschner

Danach wurde die Auszeichnung in das zweijährige Arno-Schmidt-Stipendium umgewandelt, das mit 48.000 Euro dotiert ist.

## Arno-Schmidt-Stipendiaten
- 1992/1993: Ulrich Holbein
- 1994/1995: Andreas Eschbach
- 1996/1997: Werner Kofler
- 2000/2001: Kurt Drawert
- 2000: Georg Martin Oswald
- 2002/2003: Friederike Kretzen
- 2005/2006: Reinhard Jirgl
- 2007/2008: Werner Fritsch
- 2015/2016: Andreas Maier
- 2018/2019: Georg Klein